# Shining Force II
Shining Force II (яп. シャイニング・フォースII 古えの封印, Shainingu Fōsu Tsū: Inishie no Fūin, англ. Shining Force II: The Ancient Seal) — тактична рольова гра для консолі Sega Mega Drive/Genesis, яка створена компанією Sonic! Software Planning та видана Sega у 1993 році. Хоча вона і є продовженням Shining Force, але сюжет гри не має прямого зв’язку з оригінальною грою. Він з'єднується за допомогою ще однієї гри, що вийшла на портативній консолі Game Gear — Shining Force Gaiden: Final Conflict.
Shining Force II стала значно довшою, у порівнянні з попередньою частиною, і пропонує більше свободи в дослідженні світу. У ній відсутня система розділів, що дозволяє гравцеві повертатися в раніше відвідані місця. Також у грі передбачено два різні способи підвищення рівня окремих персонажів.
Після початкового випуску Shining Force II була перевидана для різних платформ, включаючи консолі та ПК. Вона вийшла на Wii Virtual Console у Європі 3 жовтня 2008 року, а в Північній Америці — 6 жовтня 2008 року, а також на Nintendo Switch Online + Expansion Pack 21 квітня 2022 року. Гру було випущено для пристроїв на iOS та Android у жовтні 2018 року, а для Microsoft Windows — у 2011 році. Вона також входить до кількох збірок ігор, зокрема Sonic's Ultimate Genesis Collection для Xbox 360 і PlayStation 3, а також Sega Genesis Classics для Xbox One, PlayStation 4 і PlayStation 5.

## Геймплей
Гравець бере на себе роль головного персонажу Боуї (англ. Bowie; ім'я можна змінити на початку гри) — лідера команди Shining Force. Окрім битв гравець подорожує різними містами та місцевостями, спілкується з NPC, формує склад свого загону і займається різним менеджментом пов'язаним з екіпіруванням. Також, по ходу гри, гравець може знаходити різні скарби і рідкісні предмети.
Кожен член команди має свою власну історію, клас та набір характеристик. Деякі з персонажів приховані, і для того, щоб їх знайти, потрібно виконати певні дії. Клас персонажа, визначає його здібності, типи зброї, яку він може використовувати, та набір магії. Під час битв персонажі набирають досвід, який, своєю чергою, підвищує рівень персонажа і покращує його характеристики. Після 20 рівня гравець може змінити клас персонажа на сильніший (при наявності особливих предметів, деяких персонажів можна перевести в інший, особливий клас).
Бойовий режим являє собою «тайлове» (поділене на квадрати) поле, де кожен персонаж займає один квадрат. Битва відбувається покроково. Під час ходу гравець може виконати одну дію (атакувати, використати магію чи предмет). Деякі дії за хід не рахуються.
Битва вважається виграною, якщо всіх ворогів знищено, або вбитий командир ворожого підрозділу. Гравець може відступити, але в такому разі битва буде вважатися програною, а команда опиниться в найближчому місті.

## Сюжет
У святилищі на південь від замку Грансіл (англ. Granseal Castle) злодій на ім’я Слейд (англ. Slade) ненавмисно руйнує магічну печать, викравши коштовності Світла та Темряви, через що звільняється демонічний король Зеон (англ. Zeon), який був там ув’язнений. Наступного дня король Грансіл (англ. King Granseal) захворює після нападу невідомої істоти. Сір Астрал (англ. Sir Astral), придворний радник, разом зі своїми учнями — зброєносцем Боуї (англ. Bowie), цілителькою Сарою (англ. Sarah), лицарем Честером (англ. Chester) — вирушають розслідувати ці події в замку. Вони виявляють, що двері до Вежі Древніх були відчинені.
Прибувши до вежі, вони стикаються з демонами на ім’я Гізмо (англ. Gizmo), які кидаються на них з нападом, хоча їхні остаточні наміри залишаються невідомими. Після поразки демонів лідер Гізмо тікає. Згодом з’ясовується, що він вселився в короля Грансіла. Сір Астрал і новостворена команда Shining Force відвідують короля та знаходять його одержимим. Сір Астрал виганяє демона, але той відразу ж тікає. Міністр, який виконує обов’язки короля, поки Астрал без тями, наказує загону солдатів Грансіла знищити Гізмо. Демон, у свою чергу, вселяється в короля сусіднього королівства Галама (англ. Galam). Боуї та його друзі потрапляють у полон до війська Галама, а у в’язниці вони зустрічають злодія Слейда. Після втечі з полону Слейд допомагає Боуї повернути Коштовність Світла та приєднується до його загону, щоб повернутися до Грансіла, який уже захопили війська Галама. Вони знаходять короля Галама, одержимого демоном, у Вежі Древніх, де він взяв у заручниці принцесу Еліс (англ. Princess Elis). У битві Боуї вдається здобути Коштовність Темряви, але він не може врятувати Еліс, оскільки земля навколо Вежі Древніх обвалюється.
Народ Грансіла змушений переселитися на континент Пармесія (англ. Parmecia). Саме тут розкривається справжня загроза, і Боуї з друзями вирушають у подорож Пармесією, щоб зібрати союзників, розгадати таємницю коштовностей, отримати Меч Сили (англ. Force Sword) та знову запечатати Зеона.

## Зв'язок з іншими іграми серії Shining
Події гри Shining Force II відбувається приблизно через 40–70 років після подій Shining Force Gaiden: Final Conflict і розгортається на тих самих землях Пармесії та Грансу. Історія зосереджена на спробі звільнення Зеона, демона, який допоміг перемогти Дарксола (англ. Darksol) у Final Conflict, а також пояснюється, як почалася ворожнеча між Зеоном і Дарксолом. Головний послідовник Зеона, Оддай (англ. Oddeye), також відіграє важливу роль у сюжеті та зустрічає свою рокову долю.
Народ Грансіл, сформований наприкінці Final Conflict, процвітає під час подій Shining Force II. Гавел (англ. Hawel) усе ще живе в місті, яке він пообіцяв заснувати у Final Conflict, і має кількох дітей. Один із них, Чаз (англ. Chaz), приєднується до партії Shining Force II. Гавел також передає інформацію про Королів демонів, яку він дізнався під час Final Conflict, а його учень Казін (англ. Kazin) приєднується до групи на ранніх етапах історії. Боги Вулканон (англ. Volcanon) і Мітула (англ. Mitula) знову втручаються у перебіг подій. Артефакти з Final Conflict, такі як Караван (англ. Caravan) і Корабель Назка (Nazca Ship), знову з'являються, а кілька монстрів, зокрема Кракен, продовжують тероризувати ці землі.
Крім того, гра Shining Wisdom є своєрідним продовженням Shining Force II. У ній розповідається, як Сара та Казін стали супутниками в подорожах, а також викладається повна історія війни в Пармесії, про яку неодноразово згадується у Shining Wisdom.

## Розробка
Попри те, що Shining Force II була п’ятою грою успішної серії Shining, компанія Sega виділила на неї той самий бюджет, що й на першу гру серії, Shining in the Darkness. Продюсер і співавтор гри Хіроюкі Такахасі у інтерв'ю 2009 року зазначив:
Ми перебували в дуже нестійкому становищі, адже розуміли, що якщо не зможемо створити ще один хіт, у серії не буде майбутнього.—  Продюсер і співавтор Shining Force II Хіроюкі Такахасі.
Через це більшість розробників серії Shining залишили проєкт, і їх довелося замінити новими співробітниками для створення Shining Force II. Такахасі описав гру як «експериментальний проєкт, у якому ми покращили сюжет і посилили 'RPG-складову' гри».
Планування та розробка Shining Force II були тісно пов’язані з першими двома іграми Shining Force Gaiden. За словами Такахасі, його увага, як і увага деяких членів команди Sonic, періодично переключалася між роботою над Shining Force Gaiden, Shining Force Gaiden II і Shining Force II.

## Помилки перекладу
Найбільш помітною помилкою в англійській версії гри є імена королів Демонів, в грі вони називаються як «Темний Сол, Темний Дракон і Зеон (Dark Sol, Dark Dragon, Zeon)». Однак фанатські перекладачі, а також співавтор і програміст Shining Force II Ясухіро Таґучі, підтвердили, що справжні імена Королів Демонів — це Дарксол, Люцифер і Зеон. Офіційний переклад, де Темному Солу та Темному Дракону надають ідентичність Королів Демонів, створює суперечності з іншими іграми серії. 
Через помилки в англійських версіях Shining Force I і II виникають деякі суперечності, а саме:
1. В Shining Force I розповідається, що Темний Дракон є створенням давніх цивілізацій, а зовсім не демоном[6][11].
2. В Shining Force I Дарксол намагається воскресити Темного Дракона[11], тоді як в Shining Force II розповідається, що всі три королі Демонів є запеклими ворогами[7].

Крім того, в Shining Force Gaiden: Final Conflict Дарксол зображений як Король Демонів, а «Темний Сол» (насправді «Мефісто» в оригінальному сценарії, що є абсолютно іншим персонажем) народжується менш ніж за століття до подій Shining Force II.

## Критика та оцінки
| Агрегатор    | Оцінка |
| ------------ | ------ |
| GameRankings | 89%    |

| Видання                   | Оцінка |
| ------------------------- | ------ |
| Electronic Gaming Monthly | 6.8/10 |

Shining Force II стала бестселером у Японії.
Журнал GamePro розкритикував гру, зазначивши, що веселий і жвавий саундтрек не відповідає її атмосфері, система меню заплутана, стиль надто типовий для жанру RPG, а використання покрокових боїв замість реального часу робить битви «повільними й громіздкими». Electronic Gaming Monthly у своєму огляді від Майка Вейганда зазначив, що «сюжет гри могли б зробити більш насиченим поворотами», однак він похвалив музику, зручне управління та покращення у порівнянні з першою частиною, включаючи більші зони для дослідження. Він підсумував: «Це точно сподобається шанувальникам першої частини та любителям RPG загалом».
Стен Гойнацький із Santa Cruz Sentinel рекомендував гру, назвавши її «гідним продовженням популярної першої частини».
У 1997 році Electronic Gaming Monthly включив Shining Force II у список 60 найкращих консольних ігор усіх часів, відзначивши захопливий сюжет і інтелектуальний виклик у боях. У 2007 році IGN назвав її однією зі 100 найкращих відеоігор усіх часів, поставивши на 48 місце, підкресливши її освіжаючу простоту серед тактичних RPG і глибокий рівень виклику. Крім того, журнал Retro Gamer включив її до десятки найкращих ігор для Mega Drive.